# Hexateuco

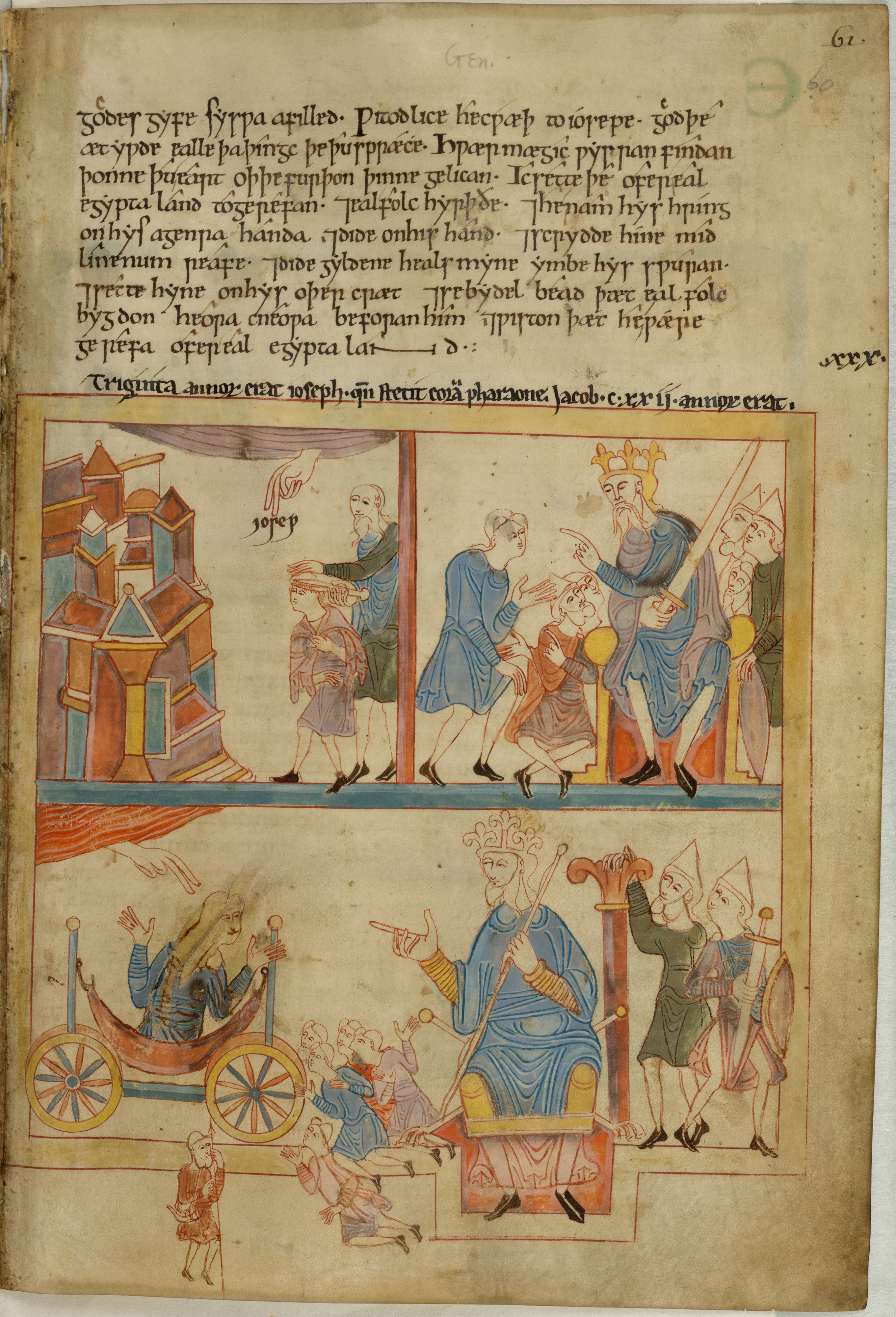
O Hexateuco é o conjunto de seis livros bíblicos composto pelos cinco livros do Pentateuco (ou Torá) e pelo Livro de Josué.

Hexateuco (do grego antigo Ἑξάτευχος, transliteração neolatina héxteũchos = "seis livros" ou "seis recipientes" ou "seis rolos") é um nome dado às vezes aos primeiros seis livros da Bíblia hebraica: (1) Gênesis, (2) Êxodo, (3) Levítico, (4) Números, (5) Deuteronômio e (6) Josué. Também se costumam chamar os primeiros quatro livros de Tetrateuco, — sendo classicamente os cinco primeiros livros ditos Pentateuco (ou Torá) — e os primeiros sete livros como o Heptateuco. Com a adição de Rute, tem-se o Octateuco. O Eneateuco é o Heptateuco acrescido de Livros de Samuel e Livros de Reis (cada par de livros vale um, excluindo o Livro de Rute).
O termo foi cunhado e caracterizado em 1876 por Julius Wellhausen embora tenha referência anterior de Eberhard Schrader. O termo baseou-se na formação do Pentateuco (os cinco livros de Moisés). A exegese bíblica vê a pesquisa científica de um contexto literário do Livro de Gênesis até o Livro de Josué. Toda a história do Gênesis é recontada em Josué 24, como um cumprimento de Gênesis 50.

## Agrupamentos
Agrupamentos são formações de subconjuntos com alguma finalidade específica. Agrupamentos primários no contexto da Bíblia Sagrada são vários. Se se trata apenas da Bíblia hebraica, não-messiânica, ou é o Antigo Testamento parcial, ou são conjuntos canônicos de livros: pentateuco e similares em contagem. Quando se remete à Bíblia Sagrada judaico-cristã, têm-se (1) Antigo Testamento e Novo Testamento e (2) conjuntos canônicos similares ao pentateuco: evangelhos, cartas dos apóstolos, cartas de Paulo, cartas de Pedro, cartas de João etc..

## Críticas
O termo Hexateuco entrou em uso acadêmico a partir da década de 1870, principalmente como resultado do trabalho realizado por Abraham Kuenen e Julius Wellhausen. Seguindo o trabalho de Eichhorn, de Wette, Graf, Kuenen, Nöldeke, Colenso e outros, em seu Prolegomena zur Geschichte Israels, Wellhausen propôs que Josué representasse parte da fonte javista do norte (c. 950 a.C.), separada do documento JE por um deuteronomista (c 650-621 a.C.) e incorporado ao relato deuteronômico, com os livros de Juízes, Reis e Samuel.
Razões para essa unidade, além da presumida presença de outras tradições documentárias, são tomadas a partir de comparações das preocupações temáticas subjacentes à superfície narrativa dos textos. Por exemplo, o livro de Josué enfatiza a continuidade da liderança de Moisés a Josué. Além disso, o tema de Josué, o cumprimento da promessa de Deus de levar os israelitas à Terra Prometida, complementa o material temático do Pentateuco, que terminou com os israelitas na fronteira da Terra Prometida prontos para entrar.
Entretanto, a tese de que Josué completa a Torá num Hexateuco pode ser contrastada com a visão de eruditos seguindo a antiga tradição rabínica, conforme expressa pelos compiladores da Enciclopédia Judaica (compilada entre 1901 e 1906), que o Pentateuco é uma obra completa em si mesma. A tese também pode ser contrastada com a opinião apresentada por Eduard Meyer (1855-1930) que nunca houve qualquer Hexateuco per se, mas que a Lei, Josué, Juízes, Samuel e Reis compuseram, de fato, um grande trabalho histórico.